# Quod hoc ineunte
Quod hoc ineunte (del llatí, Aquest és el principi) és una encíclica del Papa Lleó XII publicada el 24 de maig de 1824. És la segona encíclica del pontífex que està dirigida a tots els fidels cristians per tal de renovar la tradició catòlica del Jubileu, que no s'havia realitzat des de la Revolució Francesa. Si bé és cert aquesta decisió tenia l'oposició tant de les monarquies absolutes europees com de gran part de la Cúria Romana, aquest esdeveniment es va celebrar amb total normalitat el 1825.